# Amisk Lake
Der Amisk Lake ist ein See in Zentralost-Saskatchewan nahe der Grenze zu Manitoba in Kanada.

## Lage
Der Amisk Lake befindet sich 18 km südwestlich der Stadt Flin Flon. Die Wasserfläche beträgt 347 km², die Gesamtfläche einschließlich Inseln beträgt 430 km². Der Fluss Sturgeon-weir River durchfließt den See in südöstlicher Richtung zum Namew Lake, welcher zum Saskatchewan River entwässert wird.

## Fauna
Folgende Fischarten kommen im Amisk Lake vor: Glasaugenbarsch, Amerikanischer Flussbarsch, Hecht, Amerikanischer Seesaibling, Heringsmaräne, Coregonus, die Saugkarpfen Catostomus commersonii und Catostomus catostomus sowie die Quappe.